# .cy
Pour les articles homonymes, voir CY.
.cy est le domaine de premier niveau national réservé à Chypre. L'université de Chypre est l'administrateur de tous les noms de domaine en .cy.

## Domaine de deuxième niveau
Le domaine de premier niveau .cy est divisé en treize domaines de second niveau :
| Domaine    | Description |
| ---------- | --- |
| ac.cy      | institutions académiques et de recherche déclarées comme institutions d'éducation auprès du ministère de l'Éducation.           |
| biz.cy     | autres entreprises déclarées dans le registre des entreprises.                                                                  |
| com.cy     | entités commerciales. |
| ekloges.cy | organisations et personnes liées aux élections.                                                                                 |
| gov.cy     | institutions, départements et organisations gouvernementales.                                                                   |
| ltd.cy     | entreprises privées et publiquées à responsabilité limitée inscrites au registre des entreprises.                               |
| name.cy    | nom d'une personne physique. |
| net.cy     | nom d'une personne physique. |
| org.cy     | organisations à but non lucratif inscrites au registre des associations et des sociétés, et autres organisations indépendantes. |
| press.cy   | organisations et entités liés à la presse.                                                                                      |
| pro.cy     | organisations professionnelles.                                                                                                 |
| tm.cy      | marques officiellement enregistrées dans le registre des marques.                                                               |
| mil.cy     | ministère de la Défense. |

Le réglementation ne spécifie pas de restriction pour l'enregistrement sous un domaine de deuxième niveau.